# 트와일라이트 익스프레스
트와일라이트 익스프레스(일본어: トワイライトエクスプレス 토와이라이토에쿠스푸레스[*], 영어: Twilight Express)는 오사카역에서 삿포로역까지 운행되었던 일본의 임시 침대 특별급행(특급) 열차였다. 1989년 7월 21일부터 2015년 3월 12일까지 운행했던 특급 열차로, 폐지 이후 관광 전용 열차로 운행하여 2016년 3월 22일 오사카 역 도착을 끝으로 운행이 종료되었다.
2017년 6월에 트와일라이트 익스프레스 미즈카제가 신설되면서 트와일라이트 익스프레스의 후속이 되었다.

## 개요
1989년 7월 21일에 운행을 개시하였다. 당시에는 여행 회사에 의한 기획 상품(투어)에 포함된 단체전용열차였기 때문에, 특급권 및 침대권만 구입하는 것은 불가능했다. 같은 해 12월, 임시열차로 변경되어 특급권 및 침대권의 발매를 시작했다.
열차명의 "트와일라이트"는 출발일의 저녁과 그 다음날(도착일)의 새벽의 박명을 의미한다.
이 열차는 임시열차였기 때문에, JR 그룹 6 계열사(JR 동일본•서일본•홋카이도•도카이•큐슈•시코쿠)가 운영하는 예약 상황 검색 사이트 "JR 사이버 스테이션"에서는 검색 대상에서 제외되었으며, 빈 자리 여부등은 미도리노마도구치에서 직접 확인해야 했었다(예외로, 삿포로 발 B침대 'B 컴파트'는 JR 홋카이도가 자사 누리집에서 좌석 상황을 확인할 수 있는 서비스를 제공하였으나 후에 그 서비스도 종료되었다).

## 정차역
| 오사카                                                                                  | 신오사카 | 교토 | 쓰루가 | 후쿠이 | 가나자와 | 다카오카 | 도야마 | 이토이가와 | 나오에츠 | 니쓰 | 나카조 | 에치고하야카와 | 후지시마 | 사카타 | 아키타 | 오다테 | 히로사키 | 쓰가루신조 | 가니타 | 고료카쿠 | 오샤만베 | 도야 | 히가시무로란 | 노보리베쓰 | 도마코마이 | 미나미치토세 | 삿포로 |
| --------------------------------------------------------------------------------------- | -------- | ---- | ------ | ------ | -------- | -------- | ------ | ---------- | -------- | ---- | ------ | -------------- | -------- | ------ | ------ | ------ | -------- | ---------- | ------ | -------- | -------- | ---- | ------------ | ---------- | ---------- | ------------ | ------ |
| ●                                                                                       | ●        | ●    | ●      | ●      | ●        | ●        | ●      | ●          | ●        | ●    | ■      | ●              | ■        | ●      | ●      | ●      | ●        | ■          | ●      | ●        | ■        | ●    | ●            | ●          | ●          | ●            | ●      |
| 삿포로 방면 운행 시 쓰가루신조, 오샤만베 통과 오사카 방면 운행 시 후지시마, 나카조 통과 |          |      |        |        |          |          |        |            |          |      |        |                |          |        |        |        |          |            |        |          |          |      |              |            |            |              |        |
| ●＝정차；■＝일부 정차；↔＝통과                                                          |          |      |        |        |          |          |        |            |          |      |        |                |          |        |        |        |          |            |        |          |          |      |              |            |            |              |        |